# Torre della Zecca
La Torre della Zecca est une tour médiévale qui autrefois fermait les fortifications de Florence vers l'Arno à l'est. Elle constituait, en fait, l'une des « tours terminales » du périmètre des remparts de la ville. Avant la construction, à proximité immédiate, des moulins de la monnaie (zecca), la structure était appelée tour d'observation. Au début du XVIe siècle, le bâtiment était également connu sous le nom de tour San Francesco, étant donné la proximité du couvent et de l'hôpital du même nom.
Aujourd'hui, la tour est isolée au milieu d'un carrefour routier des viali di Circonvallazione sur la Piazza Piave, près du Lungarno della Zecca Vecchia.

## Histoire

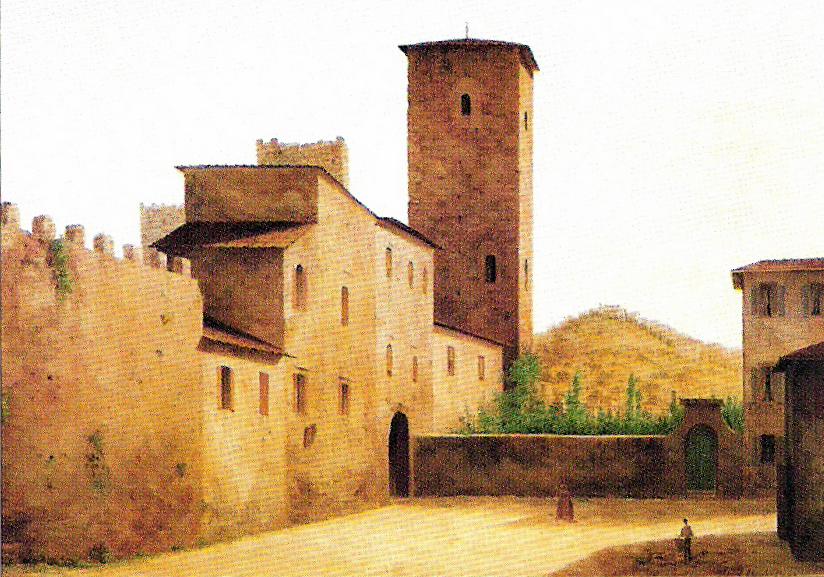
La tour avant la démolition des murs, peinte par Fabio Borbottoni au XIXe siècle.

La tour a été érigée pour protéger le pont Royal jamais achevé (conçu dans les années précédant l'inondation désastreuse de 1333, et nommé en l'honneur du roi Robert d'Anjou) et pour défendre la partie des fortifications dans cette section, pour constituer son terme sur l'Arno. À l'origine, la tour doit avoir été placée directement sur la rive du fleuve, comme en témoignent également la carte du XVe siècle de la Catena, la carte du XVIe siècle de Buonsignori et le cadastre des Lorraine du XIXe siècle.
À l'époque laurentienne, la tour de la notomie constituait, avec la tour de justice adjacente, l'une des deux tours à munitions de la République florentine. L'arsenal abritait des armes, des outils, mais surtout des explosifs : la poudre à canon était entredéposée dans la pièce la plus haute, tandis que l'humidité du sous-sol contribuait à la conservation du salpêtre. Entre 1495 et 1498, les entrepôts sont encore agrandis avec l'ajout d'un hangar d'artillerie et d'une fonderie publique. L'ensemble de ce complexe articulé formait la vieille citadelle, cette arce notomiae qui, avec le barrage de San Niccolò, bloquait le passage sur le fleuve.
En 1526, l'ingénieur militaire espagnol Pedro Navarro proposa que la tour « soit abaissée et agrandie », comme le rapporte également Nicolas Machiavel dans son rapport sur l'état des fortifications de la ville. Ce projet a été commandé par le nouveau duc, Alexandre de Médicis, pour améliorer les défenses de la capitale, après l'épisode du siège de Florence en 1529.

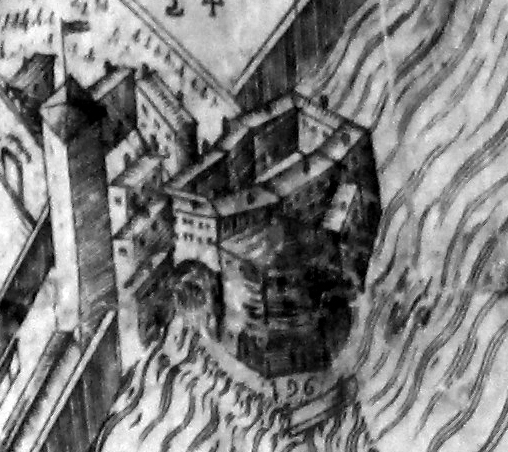
La tour, à côté du complexe de la Zecca nuova, dans le plan Buonsignori.

Avec l'arsenal transféré à la forteresse de Basso, dans la seconde moitié du XVIe siècle, la tour est restée pour protéger les moulins voisins de la nouvelle Monnaie (zecca nuova), récemment ouverte, et dont elle a fini par prendre le nom. 
Lors des travaux d'agrandissement de la ville de Florence, conçus par Giuseppe Poggi, la tour a été isolée et placée à l'extrémité des viali di Circonvallazione, tandis que de nombreuses expropriations ont été menées dans le secteur en 1868. En 1901, la tour apparaît dans la liste établie par la Direction générale des Antiquités et des Beaux-Arts, étant désignée comme un édifice monumental à considérer comme patrimoine artistique national.

## Description

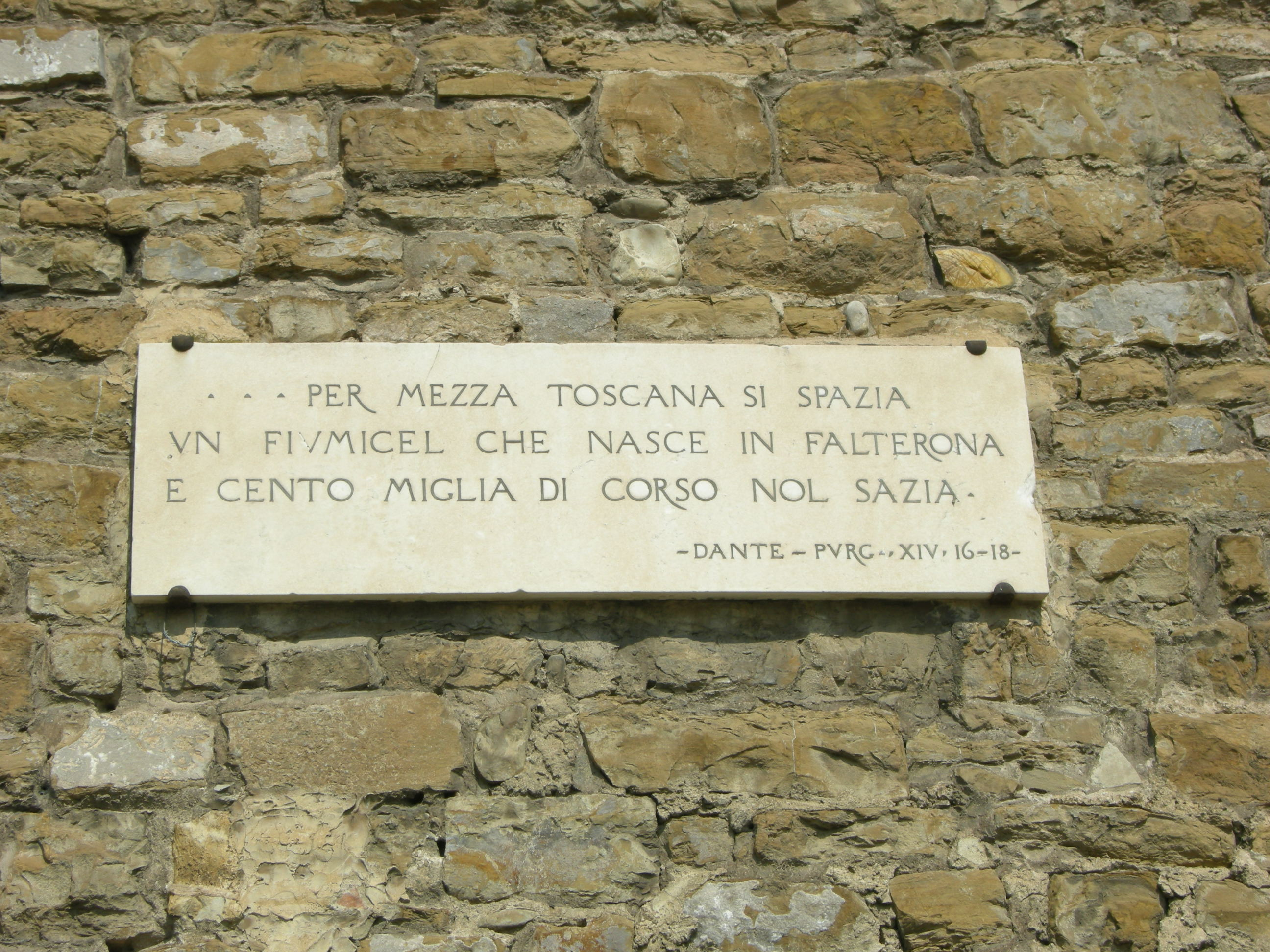
L'inscription à Dante.

Le toit du XVe siècle a depuis longtemps été enlevé, le dernier étage de l'édifice dispose d'une grande terrasse, d'où on peut profiter du panorama sur toute la ville.
À l'intérieur, des salles voûtées sont reliées par d'étroits escaliers en pierre, autrefois utilisés par les gardiens de l'arsenal. Dans les sous-sols, bifurquent d'étroits couloirs d'égouts, également couverts de voûtes, dont l'une passerait, selon la tradition, sous le fleuve, permettant d'atteindre la rive opposée. Un comptoir en pierre abandonné subsiste de l'ancien club de loisirs.
La tour, restaurée entre 2013 et 2016, est désormais ouverte au public.

## Note
1. ↑  F. Ansani, Geografie della guerra nella Toscana del Rinascimento, Archivio Storico Italiano, no 651, 2017, p. 79-84.
2. ↑  (it) « Torre della Zecca, restauro terminato: riaprirà al pubblico », Firenze today,‎ 7 août 2021 (lire en ligne).